# Zofia Rurykowiczówna
Zofia (duń. Sophie)  (ur. 1139/1142, zm. 5 maja 1198) – księżniczka ruska, królowa duńska.  
Nieznana jest dokładna data, ani miejsce jej urodzin. Jej filiacja budzi dyskusje w literaturze. Zdaniem części badaczy była córką Włodzimierza Wsiewołodowica, syna księcia nowogrodzkiego Wsiewołoda Mścisławicza i Ryksy Bolesławówny z dynastii Piastów. Według innych była córką Wołodara, księcia mińskiego.
23 października 1157 w Viborgu wyszła za mąż za króla Danii Waldemara I. Nie stroniła od czynnego udziału w polityce. Zapisała się także tym, że w Kalundborgu wystawiła kościół jedyny w średniowiecznej Skandynawii zbudowany w stylu bizantyjskim. 
Po śmierci Waldemara (1182) wyszła za mąż za Ludwika III, landgrafa Turyngii, ale wkrótce została oddalona i powróciła do Danii, gdzie zmarła. Została pochowana obok pierwszego męża, Waldemara I, w kościele św. Benedykta w Ringsted.

## Rodzina

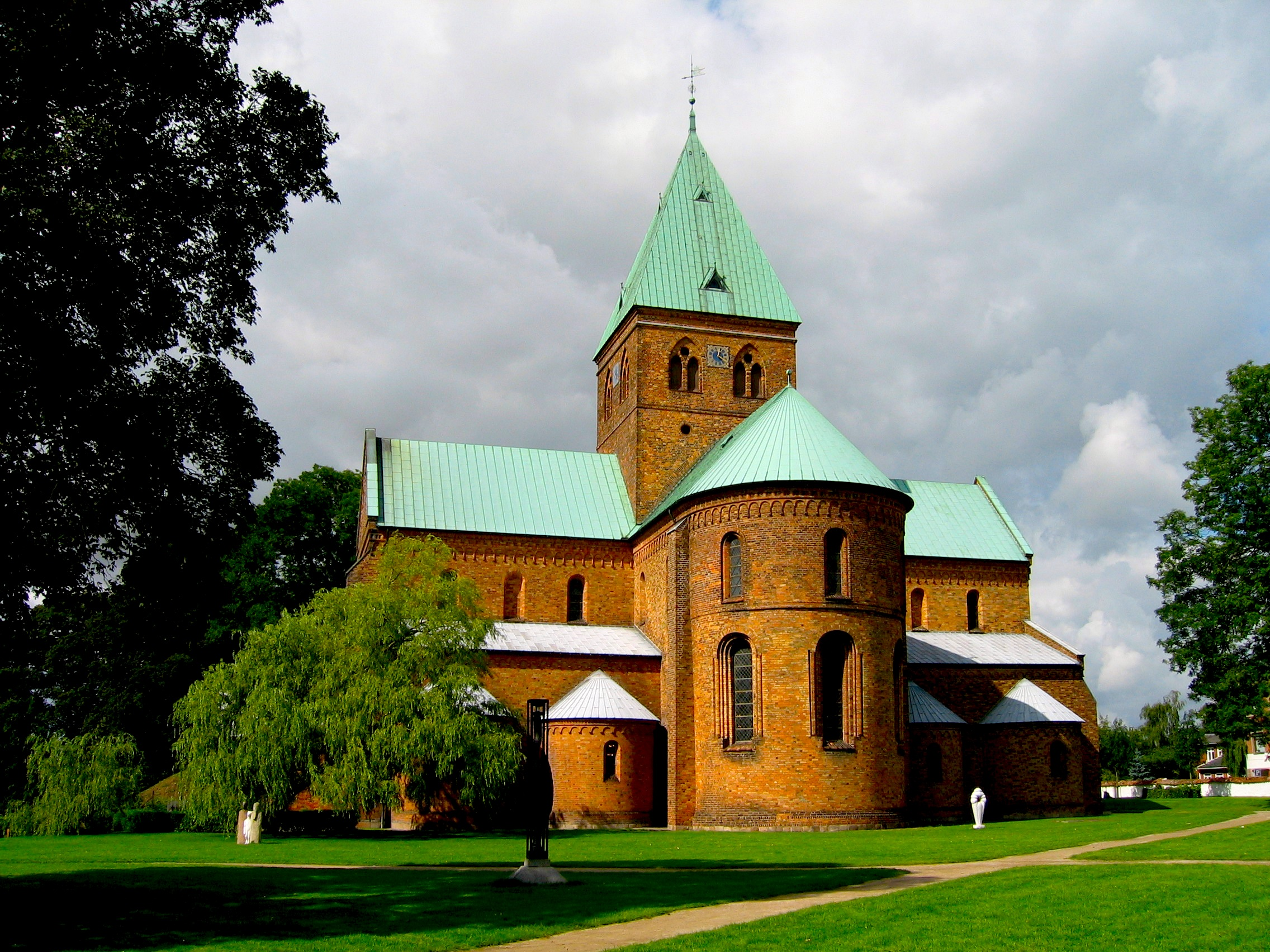
Kościół św. Benedykta w Ringsted, gdzie znajduje się grób królowej Zofii

Para królewska doczekała się ośmiorga dzieci:
- Zofii,
- Kanuta VI (ur. 1163, zm. 1202) – króla Danii,
- Małgorzaty,
- NN córki, która została zakonnicą w Roskilde,
- Waldemara II (ur. 1170, zm. 28 marca 1241) – króla Danii,
- Rychezy (zm. 1220) – żony króla Szwecji Eryka X,
- Ingeborgi (ur. ok. 1175, zm. 29 lipca 1236) – żony króla Francji Filipa II Augusta,
- Heleny.

### Genealogia
|  |  | Włodzimierz Wsiewołodowic ur. w okr. 1123–1125 zm. zap. 1140–1145 lub Wołodar Glebowicz ur. ? zm. 1167 | Włodzimierz Wsiewołodowic ur. w okr. 1123–1125 zm. zap. 1140–1145 lub Wołodar Glebowicz ur. ? zm. 1167 |  |  |  |  |  |  | Ryksa Bolesławówna ur. 1116 zm. po 25 XI 1155 | Ryksa Bolesławówna ur. 1116 zm. po 25 XI 1155 |  |  |
|  |  | | |  |  |  |  |  |  |                                               |                                               |  |  |
|  |  | | |  |  |  |  |  |  |                                               |                                               |  |  |
|  |  | | |  |  |  |  |  |  |                                               |                                               |  |  |

|                        |                        | 1 Waldemar I ur. 14 I 1131 12 V 1182 OO 23 X 1157 | 1 Waldemar I ur. 14 I 1131 12 V 1182 OO 23 X 1157 | Zofia (ur. w okr. 1139–1142, zm. 5 V 1198) | Zofia (ur. w okr. 1139–1142, zm. 5 V 1198) | 2 Ludwik III z Turyngii ur. w okr. 1151–1152 zm. 16 X 1190 OO po 1182 | 2 Ludwik III z Turyngii ur. w okr. 1151–1152 zm. 16 X 1190 OO po 1182 |                                      |                                      |
|                        |                        |                                                   |                                                   |                                            |                                            |                                                                       |                                                                       |                                      |                                      |
|                        |                        |                                                   |                                                   |                                            |                                            |                                                                       |                                                                       |                                      |                                      |
|                        | 1                      |                                                   | 1                                                 |                                            | 1                                          |                                                                       | 1                                                                     |                                      | 1                                    |
| Zofia ur. ? zm. ?      | Zofia ur. ? zm. ?      | Kanut VI ur. 1163 zm. 1202                        | Kanut VI ur. 1163 zm. 1202                        | Małgorzata ur. ? zm. ?                     | Małgorzata ur. ? zm. ?                     | NN ur. ? zm. ?                                                        | NN ur. ? zm. ?                                                        | Waldemar II ur. 1170 zm. 28 III 1241 | Waldemar II ur. 1170 zm. 28 III 1241 |
|                        | 1                      |                                                   | 1                                                 |                                            | 1                                          |                                                                       |                                                                       |                                      |                                      |
| Rycheza ur. ? zm. 1220 | Rycheza ur. ? zm. 1220 | Ingeborga ur. ok. 1175 zm. 29 VII 1236            | Ingeborga ur. ok. 1175 zm. 29 VII 1236            | Helena ur. ? zm. ?                         | Helena ur. ? zm. ?                         |                                                                       |                                                                       |                                      |                                      |